# نوووشلتس (استان ماسوویان)
نوووشلتس (به لاتین: Nowosielec) یک روستا در لهستان است که در گمینا ووشتسه واقع شده‌است.